# قطعنامه ۸۶۵ شورای امنیت
قطعنامه  ۸۶۵ شورای امنیت سازمان ملل متحد که در تاریخ ۲۲ سپتامبر ۱۹۹۳ تصویب شد، سندی بین‌المللی دربارهٔ وضعیت در سومالی است. این قطعنامه طی نشست ۳۲۸۰ام با ۱۵ رای موافق، ۰ مخالف و ۰ ممتنع تصویب شد.